# I parken med Ingmar Nordströms
I Parken med Ingmar Nordströms är dansbandet Ingmar Nordströms första studioalbum, utgivet 1970. Albumet spelades in den 14-15 september i Köpenhamn och är helt instrumentalt. Albumet producerades av Einar Svenson.

## Låtlista
1. In The Summertime - 2:18
2. Bye Bye Love - 2:48
3. Let It Be - 3:48
4. I Thank You - 2:09
5. Wonderland By Night - 3:01
6. Sugar Sugar - 3:00
7. Pretty Belinda - 2:45
8. Mah-Na, Mah-Na - 2:35
9. For A Few Dollars More - 2:55
10. Time Is Tight - 2:54
11. Spanish Eyes - 2:51
12. Stranger In Paradise - 2:55

## Medverkande
- Ingmar Nordström - saxofon, klarinett
- Bert Månson - bas, piano, orgel
- Sven Schill - trummor
- Gunnar Sandevärn - orgel
- Steine Lindberg - saxofon, klarinett
- Bo Jansson - saxofon, klarinett, bas